# Erwin R. Frey
Erwin Richard Frey (* 21. Mai 1906; † 28. April 1981) war ein Schweizer Rechtswissenschaftler.

## Leben und Werk
Erwin Frey hatte an der Universität Basel Rechtswissenschaft studiert und 1930 unter August Simonius doktoriert. Anschliessend wirkte er während langer Jahre in Basel als Jugendstaatsanwalt. Auf der Grundlage ausgedehnter praktischer Falluntersuchungen entstand 1951 Freys Hauptwerk Der frühkriminelle Rückfallsverbrecher, welches zu einem Markstein in der Entwicklung einer modernen Kriminologie in Europa wurde.
Seit 1948 mit Lehraufträgen betraut, habilitierte sich Erwin Frey 1951 über die Reform des Massnahmenrechts gegen Frühkriminelle an der rechts- und staatswissenschaftlichen Fakultät der Universität Zürich. Bereits 1952 wurde er zum Extraordinarius und ein Jahr später zum Ordinarius für Strafrecht, Strafprozessrecht und Kriminologie gewählt. Von 1962 bis 1964 stand er der Fakultät als Dekan vor. Aufgrund von Konflikten um Freys zunehmend als zu theoretisch-abstrakt empfundenen Unterricht sowie aus gesundheitlichen Gründen wurde Erwin Frey 1969 frühzeitig emeritiert.
Als Mitglied der entsprechenden Expertenkommission war Erwin Frey wesentlich an der Neuregelung des Systems von Strafen und Massnahmen beteiligt, welche die Revision des Schweizerischen Strafgesetzbuches im Jahre 1971 mit sich brachte.

## Schriften (Auswahl)
- Der frühkriminelle Rückfallsverbrecher. Verlag für Recht und Gesellschaft, Basel 1951.
- Kriminalpolitik. Ausgewählte Vorträge und Aufsätze 1939–1962. Schulthess, Zürich 1975.